# Pangram

Pangram (grč. πᾶν γράμμα, pan -  sve + gramma - slovo) ili pangramska rečenica je rečenica u kojoj se sva slova abecede koriste bar jednom.
Načelno, zanimljivi su samo kratki pangrami, jer je sastavljanje rečenica sa što manjim brojem slova vrlo izazovna zadaća. No i duži, domišljati, humoristični ili ekscentrični pangrami također mogu biti vrijedni pažnje. Suprotnost pangramu je lipogram, kod koga je cilj izostavljanje jednog ili više slova.

## Tipovi pangrama
Savršeni pangram je anagram abecede, odnosno, svako slovo abecede se u pangramskoj rečenici javlja samo jednom. Takav je pangram vrlo teško postići bez korištenja osobnih imena i kratica. Osnovni je razlog odnos suglasnika i samoglasnika u abecedi.
U hrvatskom jeziku do sada nije pronađena niti jedna savršena smislena pangramska rečenica. Pored toga (pod navedenim uvjetima), nije pronađena savršena rečenica ni u drugim jezicima koji koriste latinično pismo.
Čak ni računalo ne može pomoći u pronalaženju savršenog pangrama, jer osnovnih 26 slova se može složiti u 403.291.461.126.605.635.584.000.000 kombinacija.

### Pangrami od 26 slova
U "Oksfordskom vodiču za igru riječima" može se vidjeti nekoliko rečenica na engleskom jeziku koje koriste samo 26 slova abecede:
- Quartz glyph job vex'd cwm finks.
  - Dubljenje žljebova u kvarcu dosađivalo je dostavljačima iz udoline. (Nije savršena rečenica, jer koristi velšku riječ cwm - udolina)
- Blowzy night-frumps vex'd Jack Q.
  - Neuredne noćne dame dosađivale su Jacku Q.
- J. Q. Schwartz flung V. D. Pike my box.
  - J. Q. Schwartz bacio je V. D. Pikeu moju kutiju.

## Najpoznatiji pangrami
Najpoznatiji pangrami, u svjetskim razmjerima, svakako su latinski Lorem ipsum i engleski The quick brown fox jumps over the lazy dog.

### The quick brown fox jumps over the lazy dog

#### Povijest
Pangram engl. "The quick brown fox jumps over the lazy dog" se javlja još krajem 19. stoljeća. Prvi put je zabilježen 1885. godine u časopisu The Michigan School Moderator, kao preporuka nastavnicima za vježbu pisanja. Porastom broja pisaćih strojeva u 19. stoljeću, fraza se počela javljati u knjigama za daktilografiju i stenografiju kao primjer rečenice za vježbanje. Početkom 20. stoljeća rečenica je već bila široko rasprostranjena, a korištena je i u knjizi "Izviđanje za dječake" (Robert Baden-Powell, 1908.) kao rečenica za vježbu u održavanju veze. Kasnije je taj pangram popularizirala američka tvrtka Western Union, koristeći ga za testiranje točnosti i pouzdanosti rada teleprinterske komunikacijske opreme. Izvorna inačica je glasila A quick brown fox jumps over the lazy dog, a kasnije je slovo "A" na početku rečenice zamijenjeno s "The".

#### Upotreba
The quick brown fox jumps over the lazy dog se još uvijek koristi u radio-komunikaciji na kratkim valovima, gdje vrlo često prethodi teleprinterskom odašiljanju i služi za podešavanje prijemnih uređaja.
U eri računala se često koristi kao uzorak teksta za prikazivanje fontova.

##### Microsoft Windows
U operacijskom sustavu Microsoft Windows je u program Fontview.EXE ubačen uzorak teksta, koji se prikazuje tim programom. Od Windowsa 3.1 ta rečenica je The quick brown fox jumps over the lazy dog. 1234567890, koja prikazuje i brojeve. U Windows XPu je dodana alternativna rečenica Jackdaws love my big sphinx of quartz. 123456890. Uz to, lokalne inačice koriste različite rečenice za prikazivanje lokalnih fontova. U sustavu Windows Vista je izbačena alternativna rečenica, ali su i dalje dostupne lokalne rečenice.

##### Program Microsoft Word
U programu Microsoft Word, ako se unese =rand(x,y) (gdje su x i y cijeli brojevi) i pritisne Enter, ubacit će se x stavki, svaka po y ponavljanja rečenice The quick brown fox jumps over the lazy dog, odnosno odgovarajuća rečenica na jeziku lokaliziranog izdanja. Hrvatska inačica Office paketa koristi frazu Gojazni đačić s biciklom drži hmelj i finu vatu u džepu nošnje. (Ako se ne navedu parametri x i y, ispisat će se 3 stavke po 5 rečenica.)

### Lorem ipsum
Razvojem tiska u 16. stoljeću, u tiskarama se javila potreba za katalozima u kojima bi bili predstavljeni sve vrste slova kojima tiskarnica raspolaže. Pored tiskanja abecede, dodavan je proizvoljan, "lažan" tekst, koji je sadržavao sva slova abecede. Smisao teksta nije bio bitan, jer je služio samo da se dočara vizualni izgled tiskane stranice. U tu svrhu najčešće je korišten tekst Lorem ipsum.

#### Povijest
Pangramska rečenica Lorem ipsum je podrijetlom iz Ciceronovog De finibus bonorum et malorum (O svrsi Dobra i Zla). Izvorni početak djela je: Neque porro quisquam est qui dolorem ipsum quia dolor sit amet, consectetur, adipisci velit (u slobodnom prijevodu: "Ne postoji nitko tko voli bol zbog bola samog i tko ga zato želi imati"). Pretpostavlja se da je sadašnji oblik
Lorem ipsum dolor sit amet, consectetur adipiscing elit, diam nonnumy eiusmod tempor incidunt ut labore et dolo...
rečenica dobila 1960-ih godina. Varijacije su česte, a najčešće se dodaju slova koja nisu uobičajena ili se ne javljaju u latinskom jeziku (k, w, z). 
Izvorni duži oblik je:
Lorem ipsum dolor sit amet, consectetur adipisicing elit, sed do eiusmod tempor incididunt ut labore et dolore magna aliqua. Ut enim ad minim veniam, quis nostrud exercitation ullamco laboris nisi ut aliquip ex ea commodo consequat. Duis aute irure dolor in reprehenderit in voluptate velit esse cillum dolore eu fugiat nulla pariatur. Excepteur sint occaecat cupidatat non proident, sunt in culpa qui officia deserunt mollit anim id est laborum.

#### Upotreba
Lorem ipsum se često koristi u tipografiji i u dizajniranju Web prezentacija. Mnogi programi (i za stolno izdavaštvo i za izradu Web stranica) imaju Lorem ipsum generator, koji iz baze riječi (obično iz izvornog Lorem ipsum teksta) stvara pseudo-slučajni tekst u odlomcima s proizvoljnim brojem riječi. Dobiveni tekst sliči na latinski, ali nema nikakav smisao.

## Pangrami na hrvatskom jeziku
Hrvatska abeceda ima 30 slova. Odnos samoglasnika i suglasnika je 5:25, što znači da je nemoguće izbjeći gomilanje suglasnika i prema tome, vjerojatno nije moguće sastaviti savršen pangram.
U hrvatskim enigmatskim časopisima (zagrebački "Kviz" i "Kviskoteka", bjelovarski "Čvor") u više navrata su izlazili članci o pangramu, a organizirani su i neki natječaji u sastavljanju. Tako je 1982. godine, na konkursu "Čvor Razbibrige", trećeplasirani Marko Linić sastavio lijepu rečenicu od 37 slova: Franc Hlapić smješta ključ od gvožđa uz džbunje. Ova rečenica je u enigmatskim krugovima dugo smatrana za najbolji i najkraći hrvatski pangram, dok su radovi na prvom i drugom mjestu (premda kraći za slovo) brzo zaboravljeni, jer su prenategnuti i slabo razumljivi. 
Najmasovniji konkurs priredila je "Kviskoteka" 1998. godine, kad je na Prvenstvu Hrvatske u enigmatici sudjelovalo 297 autora s preko tisuću pangrama. Pobjednik je bio Čedomir Jelić iz Pržića (BiH), čija rečenica od 38 slova je glasila: Bošnjak Fadil Hadžić žučljiv zet najgrđem piscu! Zanimljivo da je najkraća prihvaćena rečenica na pomenutom konkursu bila ona koju je sastavio Zoran Radisavljević iz Novog Sada (Njoj pljačkom zgrćeš: tuđ CD, VHS, bež fildžan), ali plasirala se tek na 10. mjesto, jer pored dužine pangrama ocjenjivao se i umjetnički dojam. Ipak, s dužinom od 33 slova ostala je zabilježena kao rekordno kratka i na hrvatskom i na srpskom jeziku.

### Pangrami u susjedstvu
Beogradski tjednik "Politikin Zabavnik" je 1984. godine organizirao natječaj za "Rečenicu od najmanje slova". Pravila igre su bila da se svaki suglasnik može u rečenici pojaviti samo jednom, a samoglasnici najmanje po jednom, ali da rečenica ne bude duža od 35 slova. Na natječaj su stigle rečenice iz svih krajeva Jugoslavije, međutim nijedna prispjela rečenica nije bila ni blizu granice - najkraća je imala 44 slova, a prvonagrađena čak 52 slova.
Natječaj je ponovljen iduće godine, a pobijedila je rečenica iz Slovenije:
- Pri Jakcu bom vzel šest čudežnih fig. (30 slova - proporcionalno odgovara dužini pangrama od 36 slova u hrvatskom jeziku)
  - Kod Jakca ću uzeti šest čudesnih smokava.

Evo još nekoliko zanimljivijih rečenica s tog natječaja:
- Fijuče vetar u šiblju, ledi pasaže i kuće iza njih i gunđa u odžacima. (52 slova, 1. nagrada na 1. natječaju)
- Odžačar Filip šalje osmehe tuđoj ženi, a njegova kuća bez dece. (48)
- Ajšo, lepoto i čežnjo, za ljubav srca moga, dođi u Hadžiće na kafu. (48)
- Boja vaše haljine, gospođice Džafić, traži da za nju kulučim. (46)
- Ljubavi, Olga, hajde pođi u Fudži i čut ćeš nježnu muziku srca. (46)

## Primjeri na drugim jezicima
| Jezik                   | Rečenica | Prijevod | Koristi sva slova?                                                                                     |
| ----------------------- | --- | --- | --- |
| bugarski                | Под южно дърво, цъфтящо в синьо, бягаше малко пухкаво зайче. | Čupavi zečić otrčao je pod južno, plavo rascvjetano drvo. | da |
| češki                   | Příliš žluťoučký kůň úpěl ďábelské ódy. | Previše žućkast konj jadikovao je vražje ode. | ne (ali koristi sve dijakritičke znakove)                                                              |
| danski                  | Quizdeltagerne spiste jordbær med fløde, mens cirkusklovnen Walther spillede på xylofon.                                                                                      | Sudionici kviza jeli su jagode sa šlagom, dok je klaun Walther svirao na ksilofonu. | ne |
| engleski                | The quick brown fox jumps over the lazy dog. | Brza smeđa lisica skače preko lijenog psa. | da |
| esperanto               | Eĥoŝanĝo ĉiuĵaŭde. | Promjena odjeka svakog utorka. | ne (ali sadrži sve znakove karakteristične za esperanto)                                               |
| estonski                | Põdur Zagrebi tšellomängija-följetonist Ciqo külmetas kehvas garaažis. | Nezdravom čelistu-feljtonistu Ciqou iz Zagreba bilo je hladno u bijednoj garaži. | da |
| finski                  | Viekas kettu punaturkki laiskan koiran takaa kurkki. | Lukava crvenodlaka lisica virila je iza lijenog psa. | ne |
| francuski               | Voix ambiguë d'un cœur qui au zéphyr préfère les jattes de kiwis. | Nejasan glas srca koje voli jelo od kivija na povjetarcu. (koristi se u Windowsu XP) | da, uključujući i dijakritike, osim cirkumfleksa                                                       |
| grčki                   | Θέλει αρετή και τόλμη η ελευθερία. (Ανδρέας Κάλβος) | Sloboda zahtijeva vrlinu i hrabrost. (Andreas Kalvos) | ne |
| hebrejski               | דג סקרן שט לו בים זך אך לפתע פגש חבורה נחמדה שצצה כך. | Rijetka riba plovila je bistrim morem i iznenada našla fino društvo koje se upravo pojavilo. | da (ne uključuje konačne forme)                                                                        |
| irski                   | D'fhuascail Íosa Úrmhac na hÓighe Beannaithe pór Éava agus Ádhaimh. | Isus, sin blažene Djevice, iskupio je sjeme Eve i Adama. | da |
| islandski               | Kæmi ný öxi hér ykist þjófum nú bæði víl og ádrepa. | Da je ovdje bila nova sjekira, lopovi bi osjetili jače zastrašivanje i kaznu. | da |
| japanski                | いろはにほへと ちりぬるを わかよたれそ つねならむ うゐのおくやま けふこえて あさきゆめみし ゑひもせす                                                                         | I boje i slatki miris Će konačno nestati Čak i naš svijet Nije vječan Duboke planine ništavila Pređi danas I površni snovi Više te neće zavesti. (iz Iroha-ute)                                                               | sve bezvučne hiragane osim ん                                                                          |
| katalonski              | Aqueix betzol, Jan, comprava whisky de figa. | Taj idiot, Jan, kupio je vino od smokve. | da |
| kineski                 | 視野無限廣，窗外有藍天 | Pogled je beskrajno širok. Izvan prozora je plavo nebo. | ne (takva rečenica bila bi nemoguća za sve namjene; doslovno ima na desetine tisuća kineskih znakova.) |
| korejski                | Windows가 지원하는 한글 글꼴 | Windows podrška preko fonta Hangul. | ne |
| letonski                | Sarkanās jūrascūciņas peld pa jūru. | Crveni morski praščići plivaju u moru. | da |
| litavski                | Įlinkdama fechtuotojo špaga sublykčiojusi pragręžė apvalų arbūzą. | Neiskrivljen mačevaočev mač sjevnu i probode oblu lubenicu. | da |
| mađarski                | Egy hűtlen vejét fülöncsípő, dühös mexikói úr Wesselényinél mázol Quitóban.                                                                                                   | Srditi Meksikanac, koji je uhvatio svog nevjernog zeta, boji Wesselényjevu kuću u mjestu Quito. | ne |
| nizozemski              | Pa's wijze lynx bezag vroom het fikse aquaduct. | Očev pametni ris pobožno je gledao čvrsti akvedukt. | da (ne uključuje akcente)                                                                              |
| norveški (bokmål)       | Høvdingens kjære squaw får litt pizza i Mexico by | Poglavičina draga skvo dobila je malu pizzu u Mexico Cityju | da |
| njemački                | Zwölf Boxkämpfer jagen Viktor quer über den großen Sylter Deich. | Dvanaest boksača gone Viktora preko bedema (otoka) Sylt. | da (uključujući umlaute i ß)                                                                           |
| poljski                 | Stróż pchnął kość w quiz gędźb vel fax myjń. | Čuvar je gurnuo kost u glazbeni kviz ili pranje faksa. | da |
| portugalski             | A rápida raposa castanha salta por cima do cão lento. | Brza smeđa lisica skače preko sporog psa. | ne |
| portugalski (brazilski) | Zebras caolhas de Java querem passar fax para moças gigantes de New York. | Razroke zebre s Jave žele poslati faks džinovskim djevojkama iz New Yorka. | da |
| rumunjski               | Agera vulpe maronie sare peste câinele cel leneş. | Brza smeđa lisica skače preko lijenog psa. | ne |
| ruski                   | Съешь ещё этих мягких французских булок, да выпей же чаю. | Jedi još ove meke francuske kolačiće i popij čaj. (koristi se u Windowsu XP) | da |
| slovački                | Kŕdeľ šťastných ďatľov učí pri ústí Váhu mĺkveho koňa obhrýzať kôru a žrať čerstvé mäso.                                                                                      | Jato sretnih djetlića na ušću rijeke Vah uči tihog konja grickati koru i jesti svježe meso. | da (sadrži sve akcente i dijakritike, osim Ó)                                                          |
| slovenski               | Šerif bo za vajo spet kuhal domače žgance. | Šerif će za vježbu ponovo kuhati domaće žgance. | da |
| srpski                  | Njoj pljačkom zgrćeš: tuđ CD, VHS, bež fildžan. | Njoj pljačkom zgrćeš: tuđ CD, VHS, bež fildžan. | da |
| španjolski              | El veloz murciélago hindú comía feliz cardillo y kiwi. La cigüeña tocaba el saxofón detrás del palenque de paja.                                                              | Brzi hindustanski slijepi miš je sretan jeo čičak i kivi. Roda je svirala saksofon iza slamnate ograde. | da |
| švedski                 | Flygande bäckasiner söka strax hwila på mjuka tuvor. | Leteće šljuke rado traže odmor na mekim travnatim krevetima. (sa zastarjelim švedskim izgovorom i gramatikom) | da, osim Q i Z                                                                                         |
| tajski                  | เป็นมนุษย์สุดประเสริฐเลิศคุณค่า กว่าบรรดาฝูงสัตว์เดรัจฉาน จงฝ่าฟันพัฒนาวิชาการ อย่าล้างผลาญฤๅเข่นฆ่าบีฑาใคร ไม่ถือโทษโกรธแช่งซัดฮึดฮัดด่า หัดอภัยเหมือนกีฬาอัชฌาสัย ปฏิบัติประพฤติกฎกำหนดใจ พูดจาให้จ๊ะ ๆ จ๋า ๆ น่าฟังเอยฯ | Biti čovjek vrijedi više od bezosjećajne životinje Počni obrazovati sebe Izbjegavaj ubijanje i nevolje Ne budi ogorčen, ne bogohuli i ne psuj Podari oprost i korektnost Budi u skladu s pravilima Dobroćudan govor govori ti | da |
| talijanski              | Ma la volpe, col suo balzo, ha raggiunto il quieto Fido. | Ali lisica, svojim skokom, dostigla je mirnog psa. | da |
| turski                  | Pijamalı hasta, yağız şoföre çabucak güvendi. | Pacijenti u pidžami brzo su povjerovali garavom vozaču. | da |
| ukrajinski              | Чуєш їх, доцю, га? Кумедна ж ти, прощайся без ґольфів! | Čuješ ih, kćeri, a? Smiješna si, oprosti se bez dokoljenki! | da |

Napomena: prijevod primjera je slobodan, s engleskog jezika. 

## Vanjske poveznice
- Pangrami na stranici Fun with Words (en)
- Lipsum.com — opće informacije i generator lorem ipsum teksta (hr)
- Izvornik Ciceronovog De finibus bonorum et malorum, Wikizvori na latinskom. (lat)
- Tipometar: pangrami  — Rastko Ćirić (sr)